# Möll
Die Möll ist ein linker Nebenfluss der Drau in Oberkärnten. Sie entspringt  der Pasterze am Fuß des Großglockners, des höchsten Bergs Österreichs, durchfließt das Mölltal und mündet nach 80 km bei Möllbrücke in die Drau.

## Name
Der Name der Möll leitet sich möglicherweise von der keltischen Bezeichnung Molina für Bergbach her.

## Energiewirtschaftliche Nutzung
Am Beginn ihres Laufes wird die Möll am Südostende der Pasterze im Stausee Margaritze (2036 m) aufgestaut, um das Wasser in der Kraftwerksgruppe Kaprun energiewirtschaftlich zu nutzen. Dieses Wasser wird anschließend nicht mehr in die Möll rückgeführt, sondern in die Kapruner Ache abgegeben.
Im Unterlauf wird vom Gößnitzer Stausee der Großteil des Wassers in einem teilweise oberirdisch verlegten Rohr dem Ausleitungskraftwerk Gößnitz nahe Außerfragant zugeführt. Das abgearbeitete Wasser fließt etwa zwei Kilometer hinter der Aufteilung zurück in die Möll.
Ein weiterer Stausee befindet sich in Rottau, wo mit dem Kraftwerk Malta-Hauptstufe das leistungsstärkste Kraftwerk Österreichs betrieben und das Möllwasser auch zur Pumpspeicherung genutzt wird. Außerdem wird bei Rottau ein erheblicher Teil des Flusswassers ausgeleitet und dem Kraftwerk Malta-Unterstufe in Möllbrücke zugeführt, wo es noch vor der eigentlichen Möllmündung in die Drau fließt. Die letzten rund fünf Kilometer der Möll sind daher sehr wasserarm. In den Jahren 2009 und 2015 kam es dort zu Fischsterben, nachdem der Schlamm aus dem Stausee Rottau ausgespült worden war. 2014 und 2018 wurden bei Rottau und Gößnitz Fischwanderhilfen installiert.
Außerdem werden zahlreiche Zuläufe zur Möll energiewirtschaftlich genutzt, etwa in der Kraftwerksgruppe Fragant, dem Bahnstromkraftwerk Obervellach oder der Kraftwerksgruppe Reißeck-Kreuzeck.
Aktuell ist geplant, ein weiteres Kraftwerk in Kolbnitz zu bauen, das über einen 17 Kilometer langen Stollen mit dem abgearbeiteten Triebwasser des Kraftwerks Außerfragant und des zweiten Maschinensatzes des Kraftwerks Gößnitz gespeist werden soll. Dadurch würde der Wasserstand im entsprechenden Abschnitt weniger schwanken, aber dauerhaft verringert werden. Befürworter führen die Reduzierung der Schwall-Sunk-Problematik (siehe Schwallbetrieb) als positiv an, Kritiker fürchten hingegen die Verwandlung der Möll in eine „Restwasserstrecke“.

## Touristische Nutzung
Die Möll ist ein beliebter Kajakwildwasserfluss und einer der Rafting-Flüsse in Kärnten, auf denen das Befahren erlaubt ist. Bei Flattach wurde eine anspruchsvolle Wildwasserstrecke in das natürliche Flussbett der Möll eingebaut, die unter anderem als Wettkampfstrecke für Kanuslalom genutzt wird.

## Nebenbäche
Die Möll hat ein Einzugsgebiet von 1.100,8 Quadratkilometern, ihre wichtigsten Nebenflüsse sind:
| Name          | Mündungsseite | Mündungsort     | Einzugsgebiet in km² |
| ------------- | ------------- | --------------- | -------------------- |
| Leiterbach    | rechts        | Bricciuskapelle | 020,7                |
| Gößnitzbach   | rechts        | Winkl           | 039,1                |
| Guttalbach    | links         | Winkl           | 016,0                |
| Fleißbach     | links         | Pockhorn        | 032,0                |
| Gradenbach    | rechts        | Putschall       | 032,0                |
| Zirknitz      | links         | Döllach         | 040,2                |
| Wangenitzbach | rechts        | Unterburgstall  | 023,1                |
| Astenbach     | links         | Mörtschach      | 027,3                |
| Kolmitzenbach | links         | Lassach         | 018,2                |
| Zleinitzbach  | rechts        | Lainach         | 018,8                |
| Lamnitzbach   | rechts        | Lamnitz         | 022,0                |
| Wöllabach     | rechts        | Wöllatratten    | 033,2                |
| Fragantbach   | links         | Außerfragant    | 069,7                |
| Raggabach     | rechts        | Flattach        | 016,5                |
| Mallnitzbach  | links         | Räuflach        | 121,5                |
| Kaponigbach   | links         | Obervellach     | 022,2                |
| Teuchlbach    | rechts        | Napplach        | 057,6                |

## Sonstiges
- In Wien-Floridsdorf ist seit 1953 der Möllplatz nach dem Fluss benannt.

## Bilder

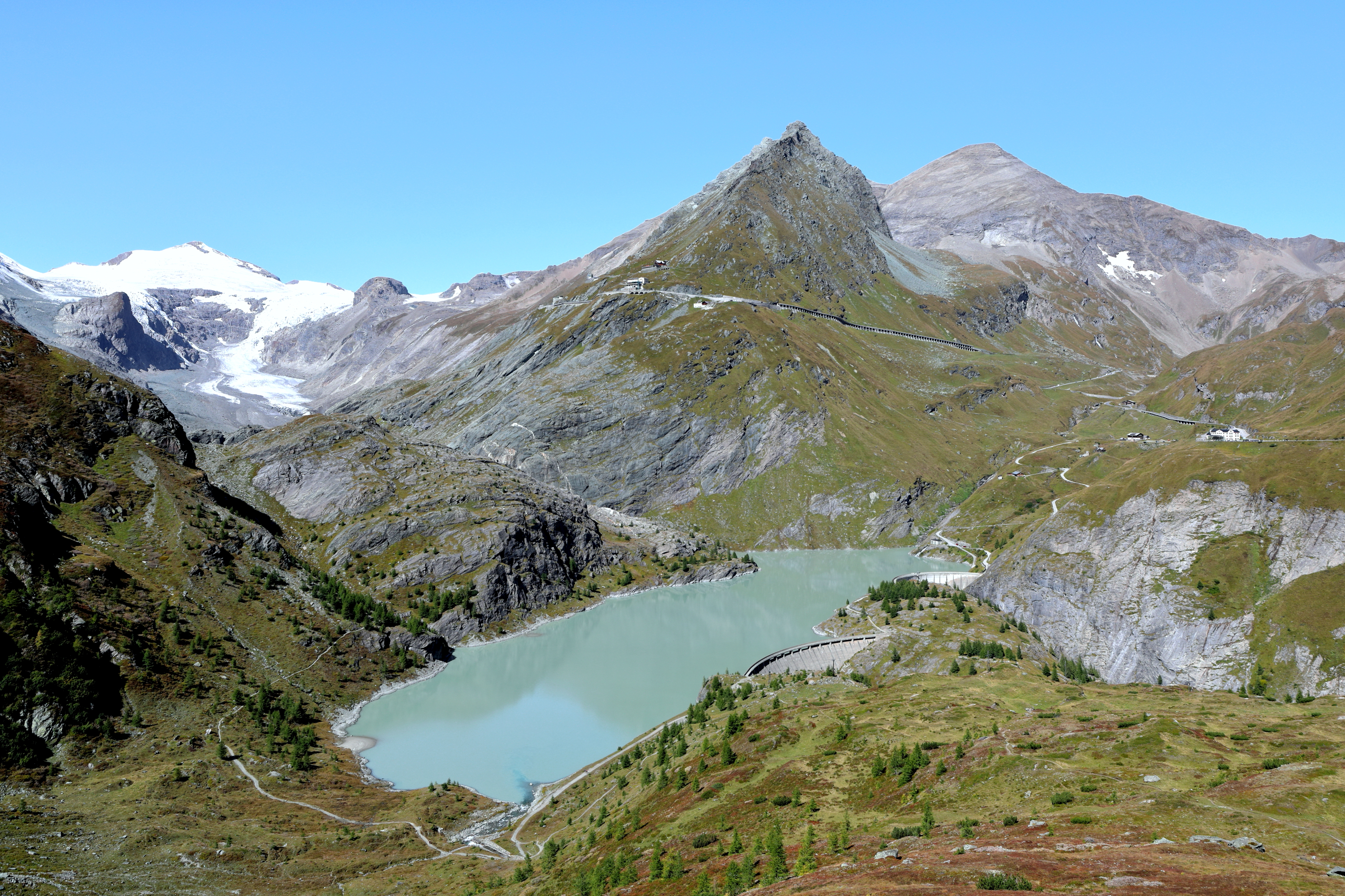
Stausee Margaritze
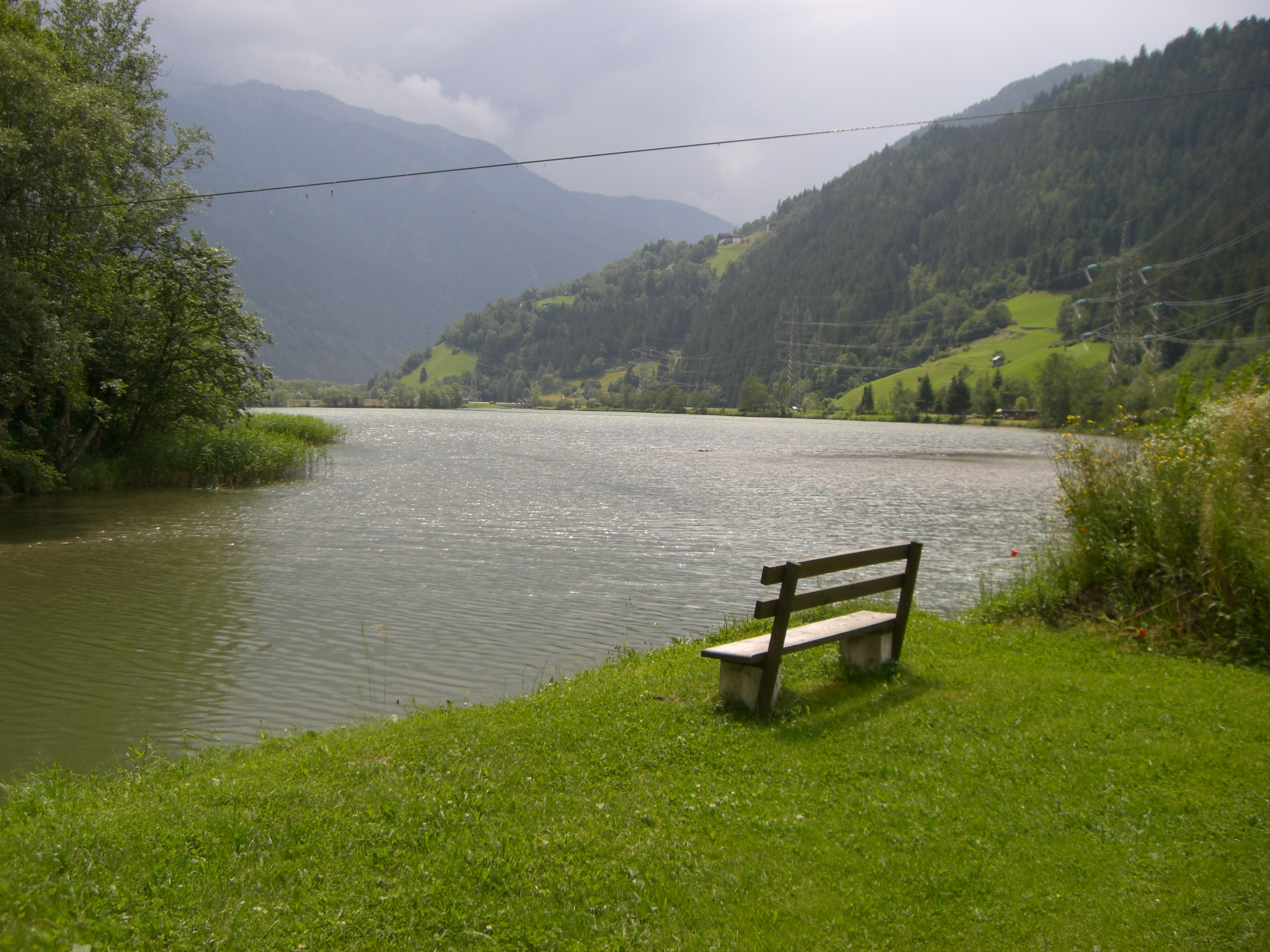
Gößnitzerstausee
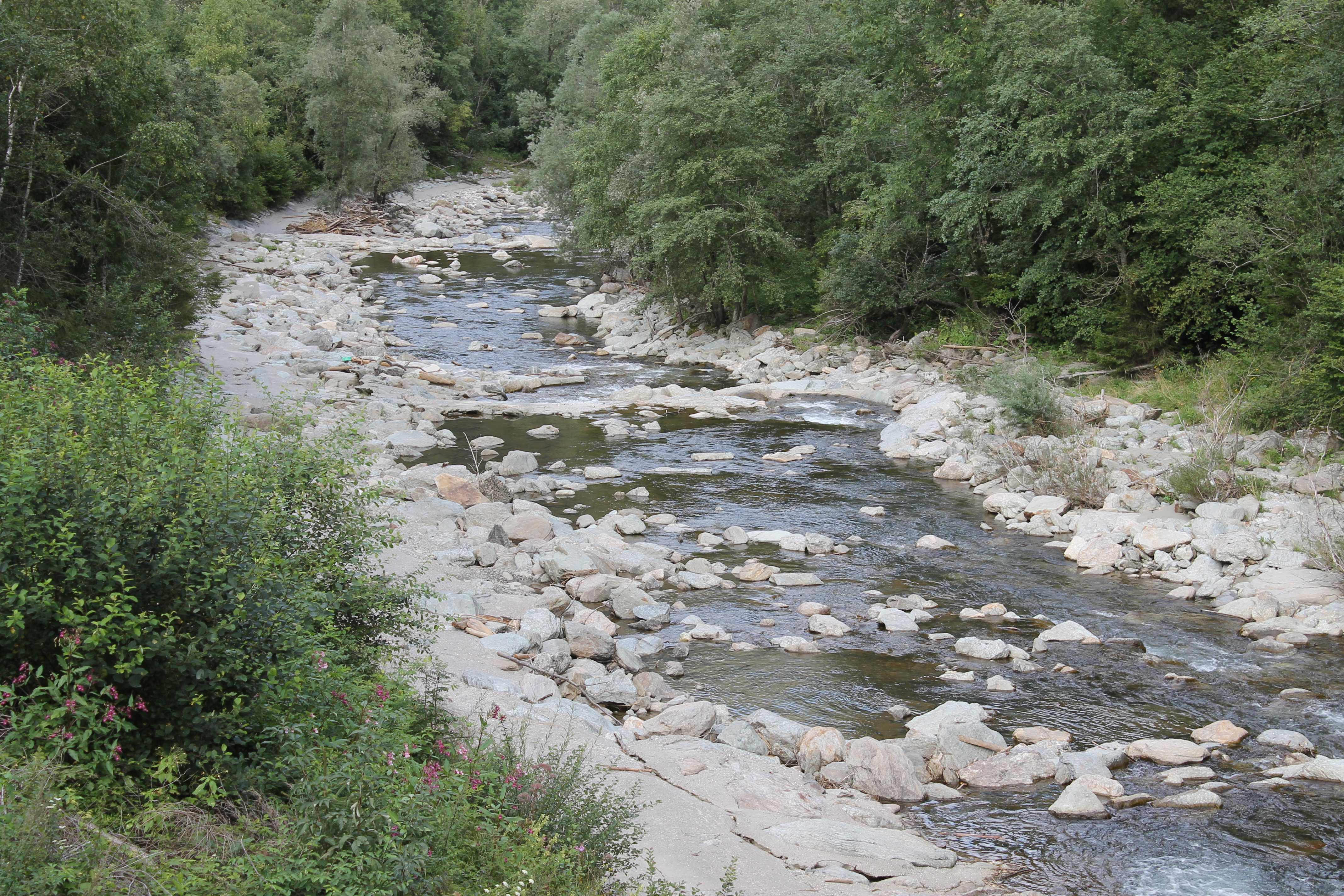
Die Möll nach dem Gößnitzerstausee ohne das Triebwasser
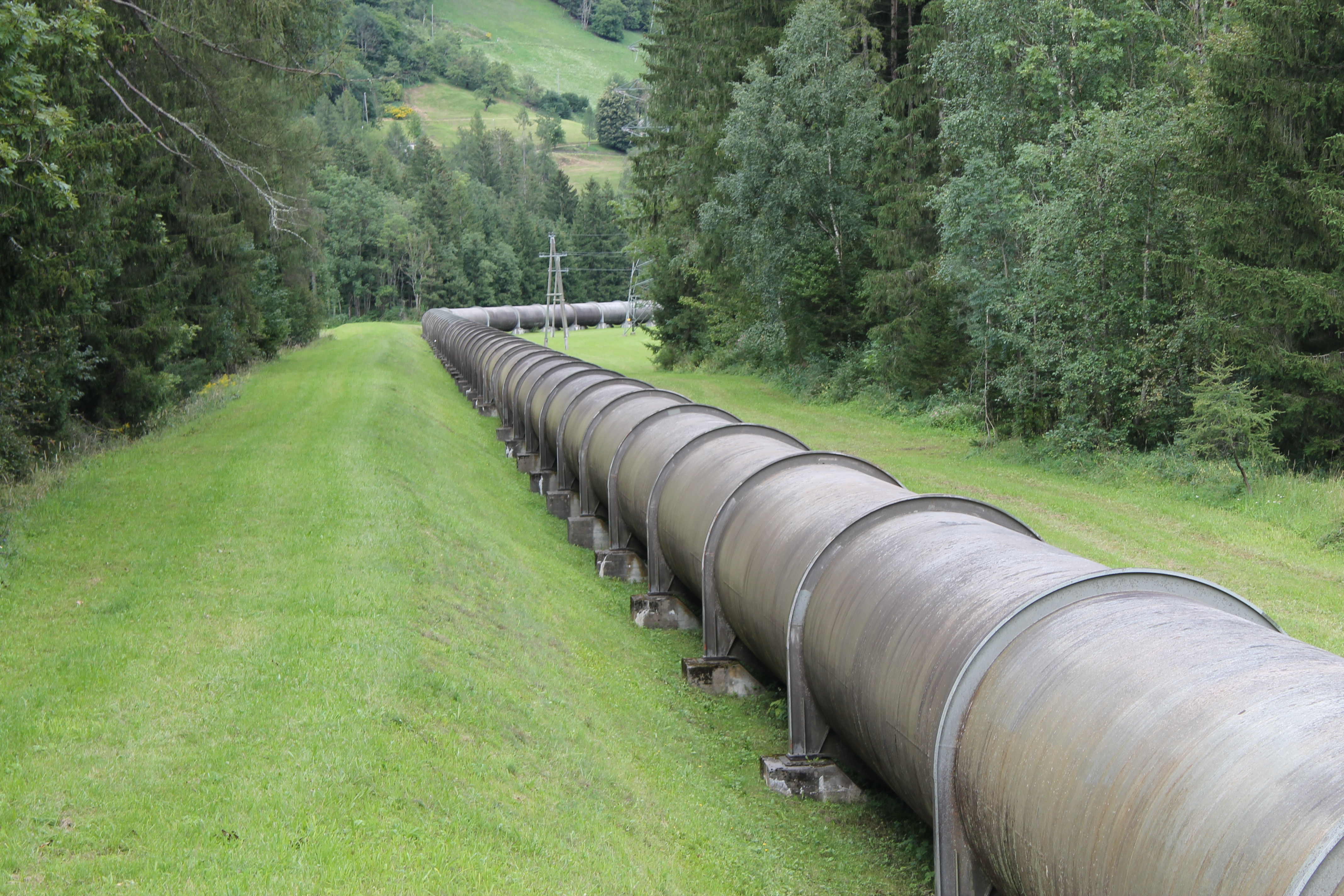
Das Rohr mit dem Triebwasser
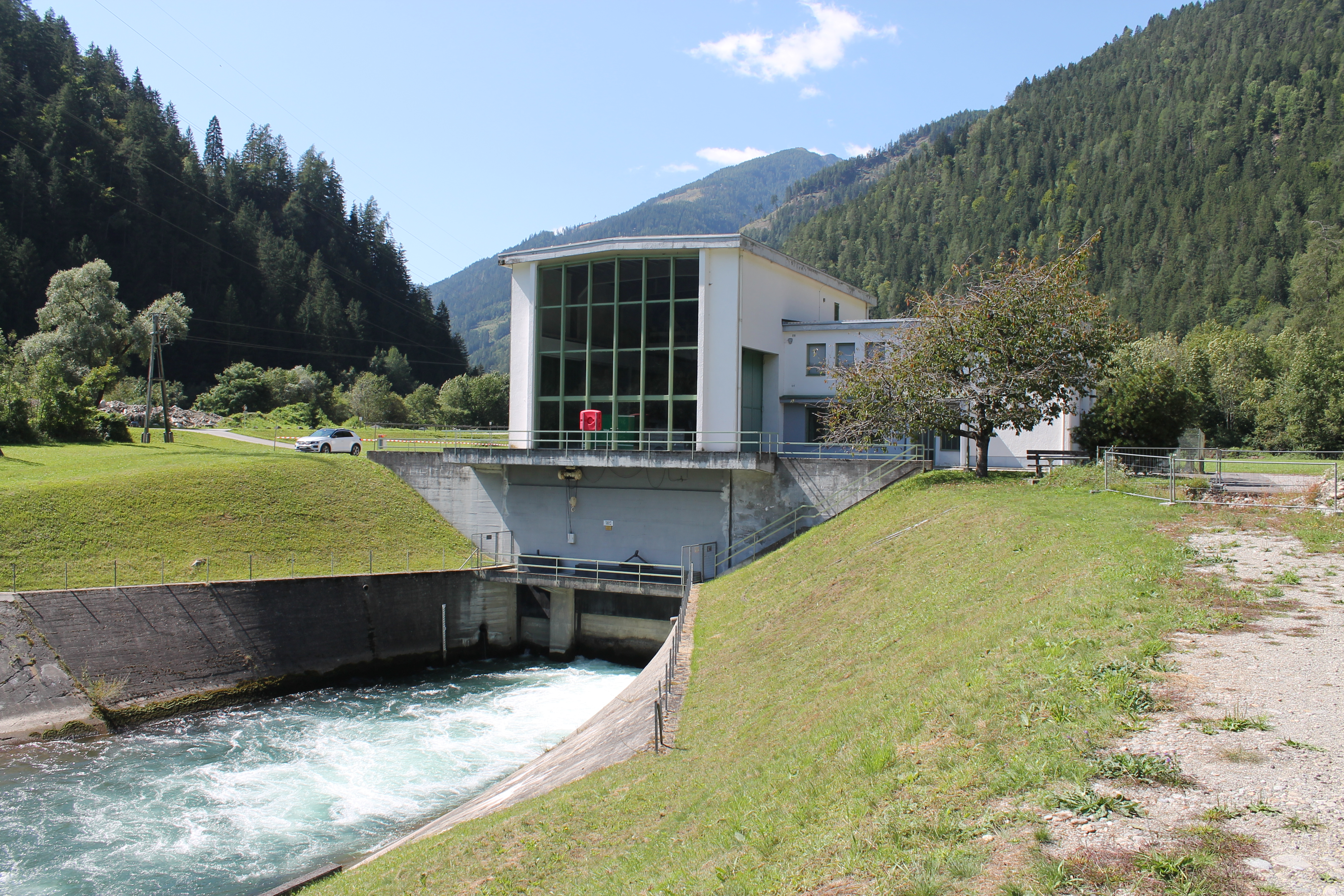
Kraftwerk Gößnitz
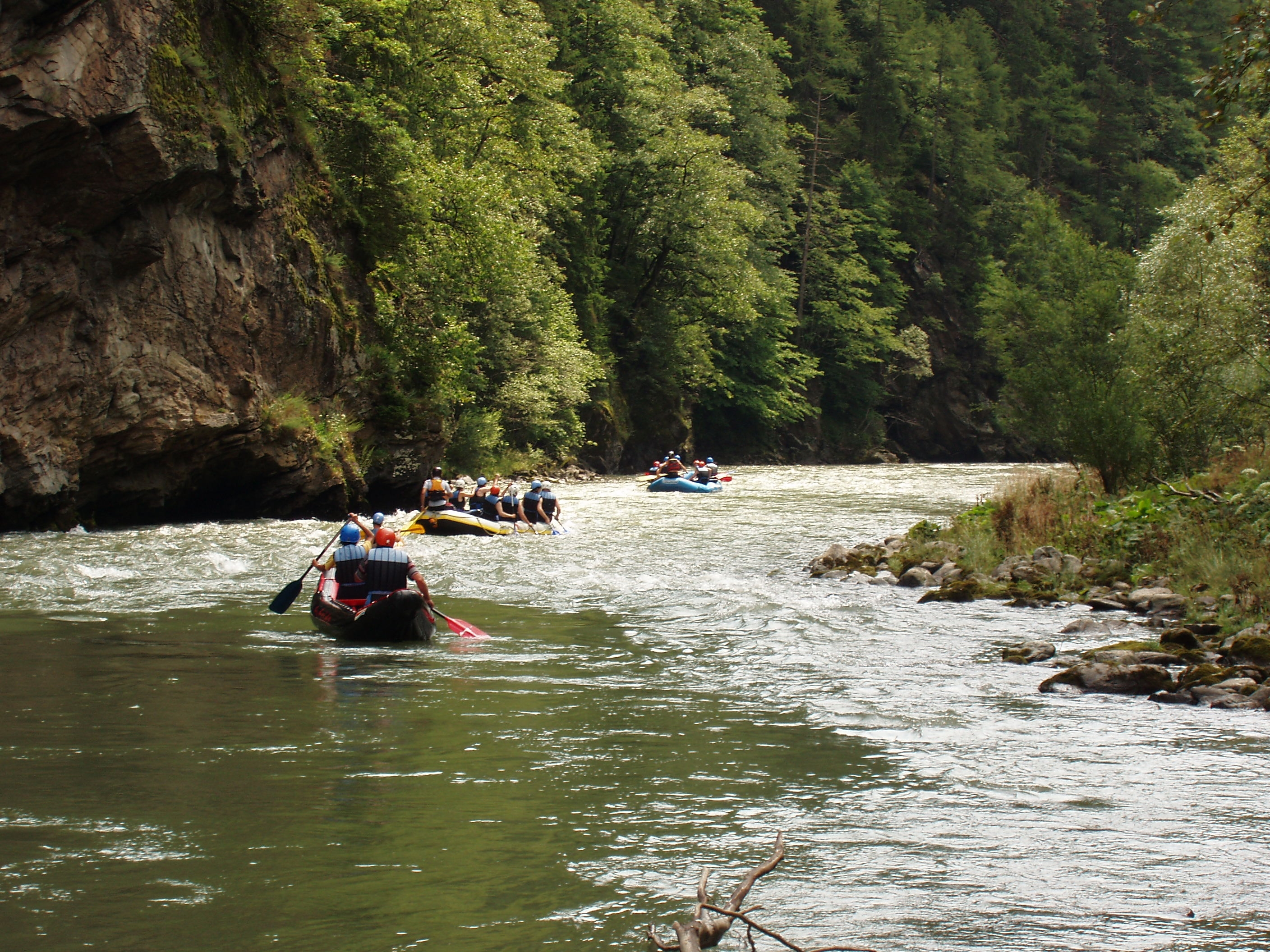
Rafting bei Napplach
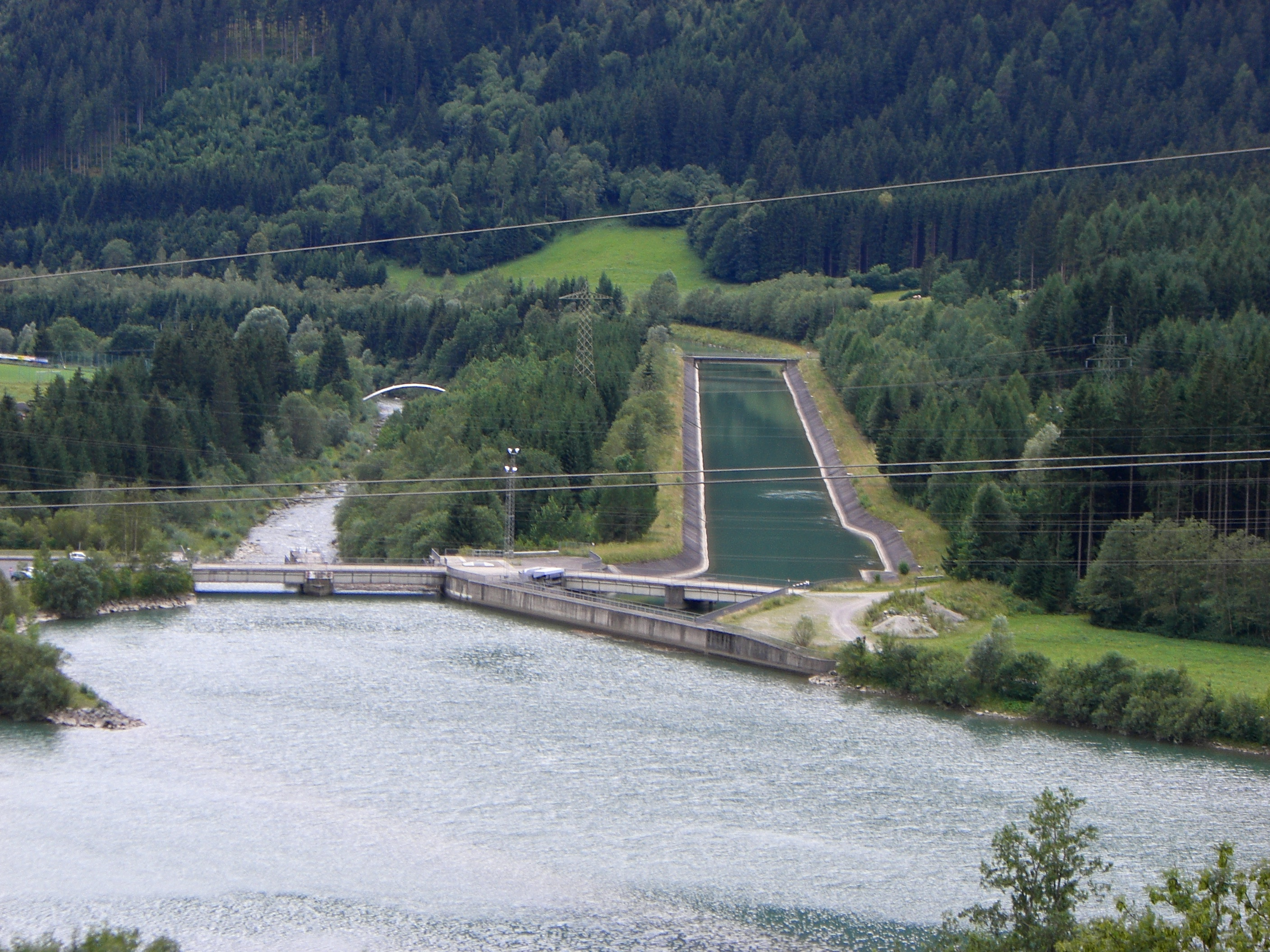
Ausgleichsbecken Rottau. Rechts der Oberwasserkanal, der zum Kraftwerk Mölltal führt. Links das natürliche Flussbett, durch das nur noch ein Bruchteil des Wassers fließt.
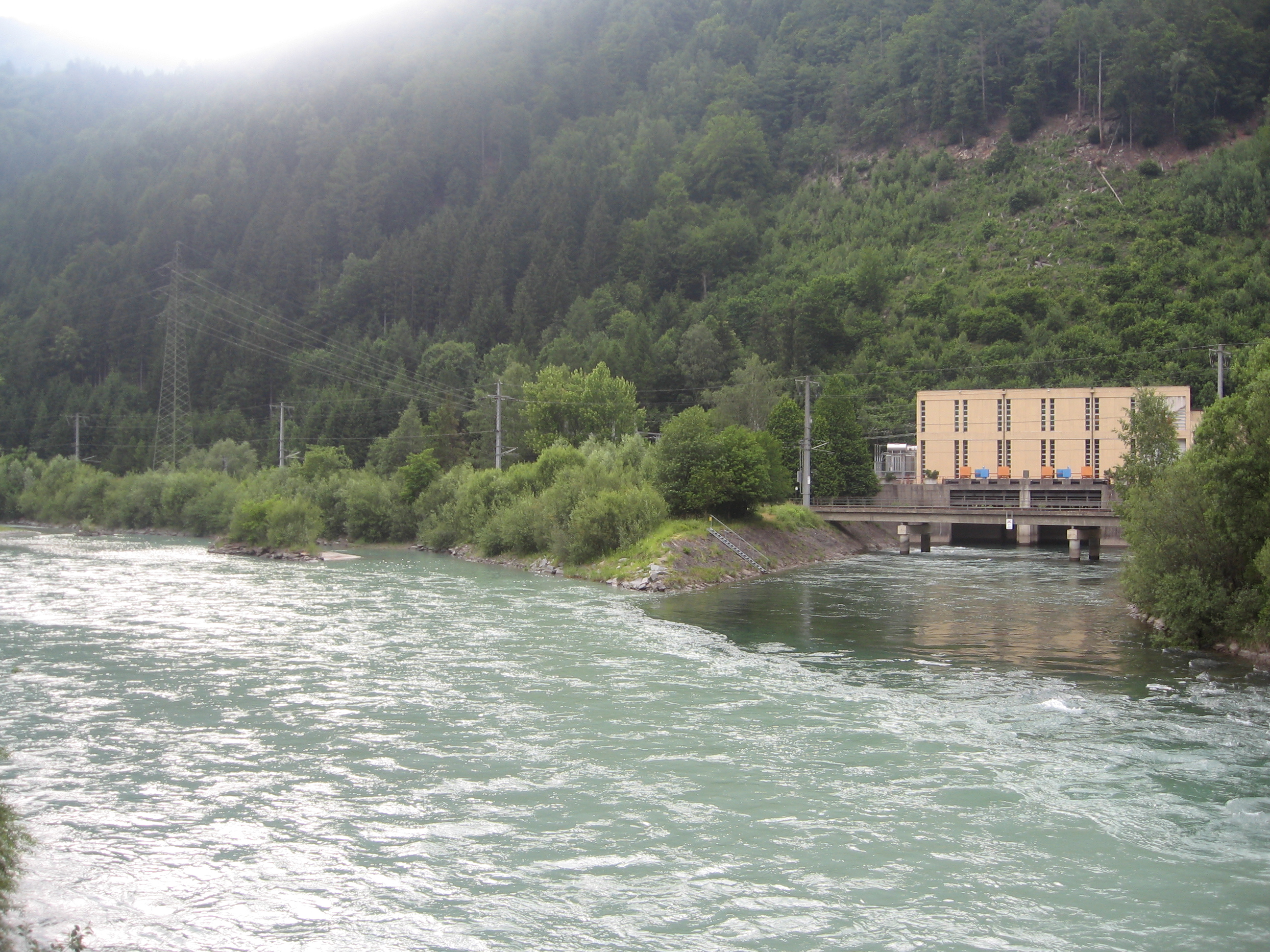
Das Kraftwerk Mölltal. Das Wasser mündet noch vor der eigentlichen Möllmündung in die Drau (links im Bild).